# Jos Zegers (musicus)
Jos Zegers (Nijmegen, 1983) is een Nederlands dirigent en hoboïst.

## Levensloop
Zegers begon op 8-jarige leeftijd zijn muzikale loopbaan aan de muziekschool te Kerkrade op hobo. Hij ging hierop spelen bij de Harmonie St. Aemiliaan Bleijerheide. In 2001 begon hij, naast een studie Bedrijfseconomie aan de Universiteit Maastricht een studie hobo aan het conservatorium Maastricht. Een jaar eerder was hij solist tijdens het Korea-festival van het conservatorium, waar hij speelde onder leiding van Jan Stulen. In 2006 studeerde hij cum laude af voor het hoofdvak hobo. In 2006 startte hij een studie directie aan het Koninklijk Conservatorium te Den Haag, waar hij 2011 afstudeerde met een cum laude resultaat.
In 2009 was hij de jongste halvefinalist van de Internationale Dirigentenwedstrijd van het Wereld Muziek Concours in Kerkrade. In oktober 2010 behaalde hij, wederom als jongste deelnemer, de halve finale van de dirigentenwedstrijd Con Brio in Innsbruck, Oostenrijk. In 2015 won hij de internationale dirigentenwedstrijd Con Brio in Innsbruck, Oostenrijk.
Van oktober 2016 tot oktober 2022 was hij chef-dirigent van het Bundespolizeiorchester München. In februari 2019 maakte hij zijn debuut als gastdirigent bij de Münchner Symphoniker. 
Per 1 september werd hij benoemd als hoofdvakdocent HaFaBra directie aan het Conservatorium Maastricht, als opvolger van Jan Cober en Ivan Meylemans.  
Sinds 1 oktober 2022 is hij dirigent van de Fanfare "Bereden Wapens" te Vught, onderdeel van de Koninklijke Landmacht.  